# Henriëtte Gesina Numans
Henriëtte Gesina Numans (Sintang, 15 de agosto de 1877– Zeist, 11 de mayo de 1955) fue una pintora neerlandesa.
Se formó en La Haya en la escuela de dibujo entre los años 1899 y 1900. Contrajo matrimonio con el pintor Waalko Jans Dingemans, y vivieron primero en La Haya, durante los años 1904 y 1911, y más tarde se trasladaron a Haarlem, donde falleció en 1925. Henriette enseñó a dibujar en una escuela para chicas y fue miembro de Kunst Zij Ons Doel y de Arti et Amicitiae en Ámsterdam.